# 拉巴蒂 (阿列日省)
拉巴蒂（法語：Labatut）是法国阿列日省的一个市镇，属于帕米耶区（Pamiers）萨韦尔丹县（Saverdun）。该市镇2009年时的人口为176人。

## 人口
拉巴蒂人口变化图示
| 数据来源：INSEE |